# Heimerzheim
Heimerzheim – dzielnica gminy Swisttal w Niemczech, w kraju związkowym Nadrenia Północna-Westfalia, w rejencji Kolonia, w powiecie Rhein-Sieg. W 2010 liczyła 6 207 mieszkańców.